# Onuphis bihanica
Onuphis bihanica är en ringmaskart som först beskrevs av Andre Intes och Le Leouff 1975.  Onuphis bihanica ingår i släktet Onuphis och familjen Onuphidae. Inga underarter finns listade i Catalogue of Life.